# 帯広市立緑園中学校
帯広市立緑園中学校（おびひろしりつ りょくえんちゅうがっこう）は、北海道帯広市に所在する公立中学校。

## 生徒
- 生徒数 - 296人
  - 1年生 - 97人
  - 2年生 - 85人
  - 3年生 - 114人
  - 特別支援学級（内数）- 22人

2019年（令和元年）5月1日現在

## 沿革
- 1992年（平成4年）4月1日 - 帯広市立緑園中学校として開校する[1][4]。
- 2001年（平成13年）11月10日 - 開校10周年記念式典を挙行する[4]。
- 2012年（平成24年）11月10日 - 開校20周年記念式典を挙行する[4]。
- 2014年（平成26年）12月2日 - 十勝環境奨励賞を受賞する[4]。

## 部活動
運動部
- 野球部　（合同チーム）
- サッカー部
- 男子ソフトテニス部
- 女子ソフトテニス部
- 陸上部
- 女子バレーボール部
- 男子バスケットボール部
- 女子バスケットボール球
- 男子バドミントン部
- 女子バドミントン部
- 卓球部
- アイスホッケー部（合同チーム）
- 女子ソフトボール部（合同チーム）

2019年（平成31年）4月現在
文化部
- 吹奏楽部
- 美術イラスト同好会

2019年（平成31年）4月現在